# Джамшид ибн Абдулла
Сеид Джамшид ибн Абдулла (араб. جمشيد بن عبد الله‎; 16 сентября 1929, Занзибар — 30 декабря 2024, Маскат) — последний султан Занзибара.

## Биография
Родился 16 сентября 1929 года на о. Занзибар. Его правление продлилось недолго, с 1 июля 1963 года по 12 января 1964 года, когда произошла Занзибарская революция, выражавшая антиарабские настроения негритянского большинства, по окончании которой Занзибарский султанат прекратил своё существование и образовал с Танганьикой единое государство Танзания.
Джамшид ибн Абдулла вместе с семьёй был вынужден покинуть пределы страны. Политическое убежище, а также гражданство ему предоставила Великобритания, под чьим протекторатом незадолго до этого находился Занзибар. До сентября 2020 года проживал в Саутси с женой (Сулейха Абдулла Аль-Аюфи) и 7 детьми. После более чем 50 лет в Великобритании перебрался в Оман.
Джамшид скончался 30 декабря 2024 года в Маскате, Оман, в возрасте 95 лет. Он был похоронен на Королевском кладбище в Маскате.

## Семья
Дети султана:
- Сеид Али бин Джамшид аль Саид (род. 1956).
- Сеида Матука бинт Джамшид аль Саид (род. 1957).
- Сеид Халифа бин Джамшид аль Саид (род. 1960).
- Сеид Абдулла бин Джамшид аль Саид (род. 1962).
- Сеид Уасфи бин Джамшид аль Саид (род. 1972).
- Сеида Адла бинт Джамшил аль Саид (род. 1973).
- Сеид Гариб бин Джамшид ал Саид (род. 1975).

## Титулы
16 сентября 1929 года — 1 июля 1963 года: Сеид Джамшид бин Абдулла аль Саид.
1 июля — 9 декабря 1963 года: Его Высочество Сеид Джамшид бин Абдулла, султан Занзибара.
9 декабря 1963 года — 12 января 1964 года: Его Величество Сеид Джамшид бин Абдулла аль Саид, GCMG, Султан Занзибара.
12 января 1964 года — 30 декабря 2024: Его Величество Сеид Джамшид бин Абдулла аль Саид, GCMG, Титулярный султан Занзибара.